# Марк Куссас
Марк Куссас (англ. Mark Koussas, нар. 9 січня 1963, Сідней) — австралійський футболіст, що грав на позиції півзахисника зокрема за «Сідней Олімпік» та національну збірну Австралії.

## Клубна кар'єра
У дорослому футболі дебютував 1979 року виступами за команду «Сідней Олімпік», в якій провів сім сезонів. 
Завершував ігрову кар'єру у команді «Лейхгардт Тайгерс», за яку виступав протягом 1986—1987 років.

## Виступи за збірні
1981 року у складі молодіжної збірної Австралії був учасником тогорічної світової першості U-20. У трьох іграх групового етапу цього турніру відзначився чотирма голами, які дозволили його команді обійти команди Аргентини і Камеруну та пробитися до плей-оф, де австралійці мінімально (0:1) поступилися майбутнім переможцям змагання, збірній ФРН. Сам гравець із чотирма голами став найкращим бомбардиром чемпіонату.
1982 року провів два матчі за національну збірну Австралії.

## Титули і досягнення
- Найкращий бомбардир молодіжного чемпіонату світу:

1981 (4 голи)